# Семёнов, Иван Петрович (Герой Социалистического Труда)
Иван Петрович Семёнов (род. 15 мая 1926) — передовик советской химической промышленности, бурильщик Соликамского калийного комбината Министерства химической промышленности СССР, Пермская область, Герой Социалистического Труда (1966).

## Биография
Родился 15 мая 1926 году в деревне Рябцево ныне Вяземского района Смоленской области в крестьянской семье. В 1940 году завершил обучение в Алфёровской семилетней школе. Стал учиться в Вяземском ремесленном училище №4. В начале Великой Отечественной войны был эвакуирован в город Чимкент Казахской ССР, где завершил обучение и получил специальность слесаря-монтажника. Получил направление на работу в город Сухой Лог Свердловской области. С ноября 1942 по октябрь 1943 годы  работал слесарем в строительной организации. 
В ноябре 1943 года призван в ряды Красной Армии. Участник Великой Отечественной войны. В 1945 году воевал стрелком на 1-м Белорусском фронте. Был представлен к награде медалью "За отвагу". После окончания войны служил в Уральском военном округе. В 1950 году демобилизован в звании сержант.
С 1950 по 1988 годы трудовая деятельность была связана с Соликамским калийным комбинатом Пермской области. Начинал работать помощником бурильщика, затем стал работать бурильщиком. С 1959 года член КПСС. 
Указом Президиума Верховного Совета СССР от 28 мая 1966 года за выдающиеся заслуги в выполнении заданий семилетнего плана по увеличению выпуска химической продукции и достижение высоких показателей в работе Ивану Петровичу Семёнову присвоено звание Героя Социалистического Труда с вручением ордена Ленина и золотой медали «Серп и Молот».
Завершив обучение в вечернем горно-техническом техникуме, стал работать мастером смены, а позже заместителем начальника участка рудника Соликамского калийного комбината.
В 1988 году вышел на заслуженный отдых, является персональным пенсионером Всесоюзного значения. Почётный горняк СССР.
Являлся делегатом XXIII съезда КПСС (1966), избирался членом Соликамского горкома КПСС, депутатом Пермского областного и Соликамского городского Советов депутатов. 
Проживает в городе Соликамске Пермского края.

## Награды
За трудовые успехи удостоен:
- золотая звезда «Серп и Молот» (28.05.1966)
- орден Ленина (28.05.1966)
- Орден Отечественной войны II степени (11.03.1985)
- Медаль За отвагу (25.02.1945)
- другие медали.
- Почётный горняк СССР